# باسو کنتینوئو

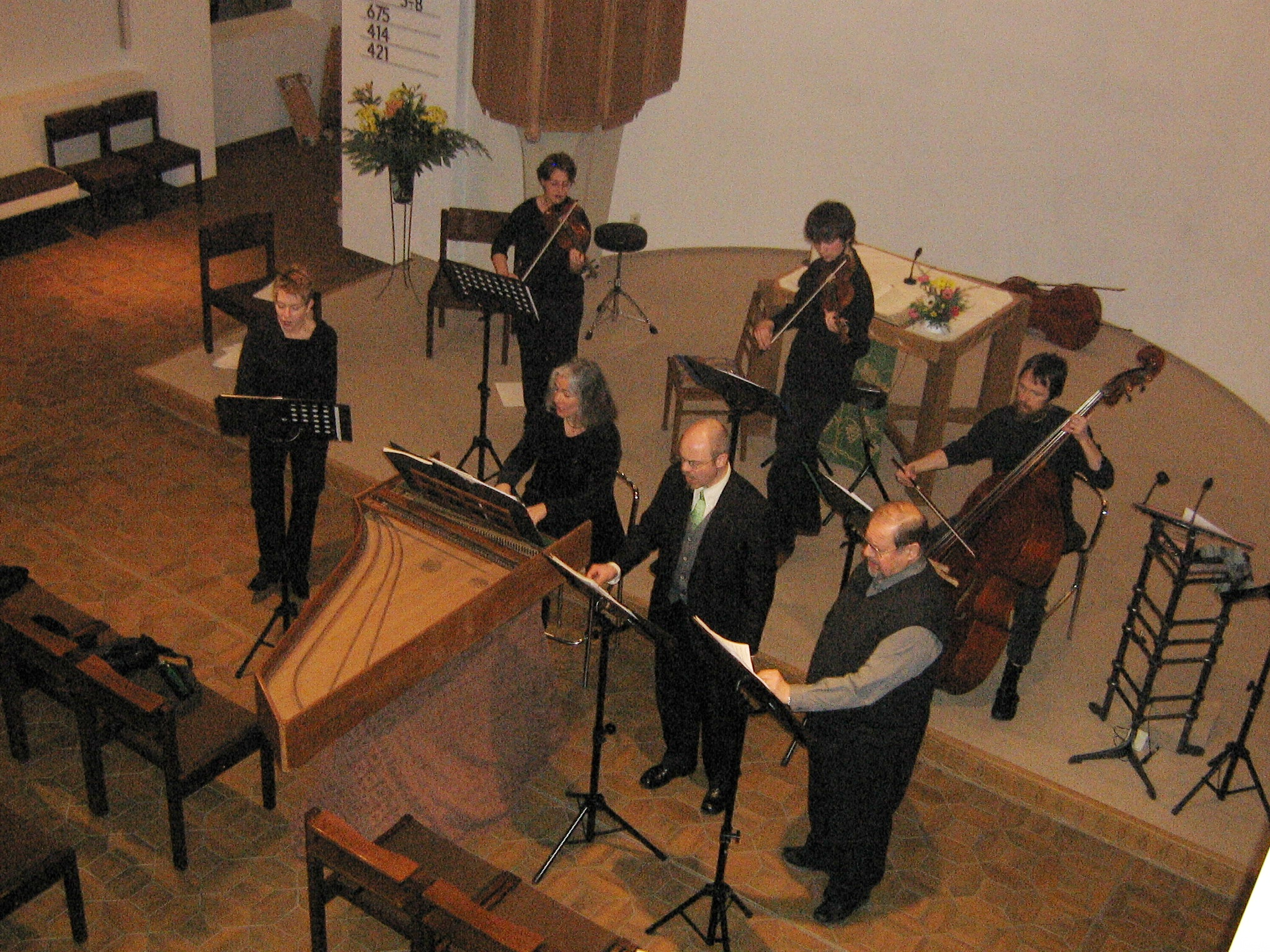
یک نوازندهٔ هارپسیکورد و یک نوازندهٔ کنترباس در حال نواختن باسو کُنتینوئو در یک گروه کوچک از خوانندگان.

باسو کُنتینوئو (ایتالیایی: Basso continuo) یا به اختصار کُنتینوئو که تقریباً منحصر به دوران موسیقی باروک (۱۶۰۰–۱۷۵۰) بود، بخش‌هایی بودند که ساختار هارمونیک موسیقی را با فراهم‌آوردن یک بیس‌لاین و یک توالی آکورد فراهم می‌آوردند. به نوازندگانی که باسو کُنتینوئو می‌نوازند، گروه کُنتینوئو می‌گویند. ترکیب این گروه اغلب به صلاحدید و نظر اجراکنندگان (یا در اجراهای بزرگ، به نظر رهبر ارکستر) واگذار می‌شود. نحوه استفاده از باسو کُنتینوئو در دوران باروک بسیار متفاوت بود. دست‌کم یک ساز که قادر به نواختن آکوردها باشد، باید بکار گرفته شود، مانند هارپسیکورد، ارگ، لوت، تیوربو، گیتار، ریگال یا چنگ. علاوه بر این، ممکن است تعدادی از سازهایی که در محدوده صوتی بیس می‌نوازند در گروه ارکستر گنجانده شوند، مانند ویولنسل، کنترباس، ویولا دا گامبا یا فاگوت. در اجراهای مدرن موسیقی مجلسی، رایج‌ترین ترکیب سازبندی، هارپسیکورد و ویولن سل برای آثار بی‌کلامِ سازی و آثار آوازی غیرمذهبی مانند اپرا و ارگ و ویولنسل برای موسیقی‌های مذهبی و روحانی است. گاهی ممکن است یک کنترباس دیگر هم اضافه شود، به ویژه در هنگام همراهی با یک تک‌خوان با صدای بَـم (مثلاً یک خواننده باس (گونه صدا)).
در آثار ارکستری بزرگ‌تر، نوازندگان باسو کُنتینوئو از سازهای هم‌خانواده با سازهای مورد استفاده در گروه ارکستر استفاده می‌کنند: از جمله فاگوت، هنگامی که در نواختن اثر از ابوا یا سایر سازهای بادی چوبی استفاده می‌شود، و ویولنسل و/یا کنترباس هنگامی که سازهای زهی نقش اصلی را در ارکستر دارند، هرچند گاهی در موومان‌های مجزایی با تصمیم رهبر ارکستر از این قاعده استفاده نمی شودو مثلاً از فاگوت بدون ابوا استفاده می‌شود. چنگ، لوت و سایر سازهای سبک‌دستی بیشتر در موسیقی اوایل قرن هفدهم استفاده می‌شود. از کنترفاگوت به‌ندرت برای باسو کنتینوئو استفاده می‌شود و تنها استثنای آن انجیل به روایت یوحنا اثر یوهان سباستیان باخ است.
از باسو کنتینوئو تا دورهٔ موسیقی دوره کلاسیک (تا حوالی ۱۸۰۰ میلادی) و بیشتر در موسیقی مذهبی استفاده شد. یک نمونه آن در این دوره، «کنسرتو در ر مینور برای فلوت، سازهای زهی و باسو کنتینوئو» اثر کارل فیلیپ امانوئل باخ است. استفاده از باسو کنتینوئو در قرن ۱۹ چندان رایج نبود، اما مثال‌هایی از آن وجود دارد: چند مس اثر آنتون بروکنر، لودویگ فان بتهوون و فرانتس شوبرت که از ارگ برای باسو کنتینوئو استفاده کردند.